# サムター郡 (フロリダ州)
サムター郡（英: Sumter County）は、アメリカ合衆国フロリダ州のフロリダ半島中央部に位置する郡である。人口は12万9752人（2020年）。郡庁所在地はブッシュネルであり、国勢調査指定地域であるザ・ビレッジズが人口最大の町になっている。2007年2月2日、竜巻大発生の被害を受け、非常事態を宣言された。
サムター郡はその全体でザ・ビレッジズ都市圏を構成している。

## 歴史
サムター郡は1853年に設立された。郡名はアメリカ独立戦争の英雄トマス・サムターに因んで名付けられた。昔は野豚が多く生息していたので、「豚の郡」というニックネームもある。郡内の田園部では豚狩りも人気のある余暇の1つである。
サムター郡は長い間田園地帯だったが、近年退職者の町であるザ・ビレッジズが拡大したことで、急速に人口が増加している。その領域の大半が郡内にある。このことで郡の人口構造を大きく変化させ、かなりの収入を生んできた。

## 地理
アメリカ合衆国国勢調査局に拠れば、郡域全面積は580.31平方マイル (1,503.0 km2)であり、このうち陸地545.73平方マイル (1,413.4 km2)、水域は34.58平方マイル (89.6 km2)で水域率は5.96%である。

### 交通

#### 鉄道
CSXトランスポーテーションが郡内で路線を1本運行している。以前、アムトラックの列車がワイルドウッドに停車していたが、2004年後半に中断された。過去には他にも鉄道があった。その中でも著名だったのは、南東のコールマンからポーク郡のオーバーンデールに向かうものであり、その一部はメイベルのジェネラル・ジェイムズ・A・ヴァン・フリート州立トレイルを含んでいる。アムトラックが1988年までこの線を使っていた。もう1つヘルナンド郡のクルームからセンターヒルに向かう線もあった。現在はウィズラクーチ州有林の林道の一部になっており、州間高速道路75号線沿い、サムター・レスト地域の北にある。またオレンジベルト鉄道の一部もあり、パスコ郡のトリルビーからセミノール郡のシルバンレイクまで走っていた。この線はタリータウンの東、州道50号線の南側を走っている。

### 主要高規格道路
- 州間高速道路75号線、郡の西部と北部を通る南北方向路、インターチェンジは5か所
- フロリダ・ターンパイク、フロリダ州南東部から中部を通る南北方向路、郡内のインターチェンジは2か所
- アメリカ国道301号線、郡内を南西から北東に抜ける主要地方道
- フロリダ州道44号線、郡北部のラトランドからレイク郡に抜ける東西方向路
- 郡道470号線
- フロリダ州道48号線、郡中央をほぼ東西に抜ける
- 郡道476号線
- フロリダ州道50号線、郡南部の東西方向路
- フロリダ州道471号線、南北方向路
- 郡道475号線、南北方向路
- 郡道466-A号線
- 郡道466号線
- 郡道462号線
- 郡道476-B号線

### 隣接する郡
- マリオン郡 - 北
- レイク郡 - 東
- ポーク郡 - 南東
- パスコ郡 - 南西
- シトラス郡 - 西
- ヘルナンド郡 - 西

## 人口動態
以下は2000年国勢調査による人口統計データである。
| 基礎データ - 人口: 53,345人 - 世帯数: 20,779 世帯 - 家族数: 15,043 家族 - 人口密度: 38人/km2（98人/mi2） - 住居数: 25,195軒 - 住居密度: 18軒/km2（46軒/mi2） 人種別人口構成 - 白人: 82.60% - アフリカン・アメリカン: 13.78% - ネイティブ・アメリカン: 0.51% - アジア人: 0.41% - 太平洋諸島系: 0.05% - その他の人種: 1.16% - 混血: 1.49% - ヒスパニック・ラテン系: 6.29% 年齢別人口構成 - 18歳未満: 16.1% - 18-24歳: 5.9% - 25-44歳: 23.3% - 45-64歳: 27.3% - 65歳以上: 27.4% - 年齢の中央値: 49歳 - 性比（女性100人あたり男性の人口） - 総人口: 113.1 - 18歳以上: 113.9 | 世帯と家族（対世帯数） - 18歳未満の子供がいる: 18.8% - 結婚・同居している夫婦: 60.9% - 未婚・離婚・死別女性が世帯主: 8.4% - 非家族世帯: 27.6% - 単身世帯: 23.5% - 65歳以上の老人1人暮らし: 13.8% - 平均構成人数 - 世帯: 2.27人 - 家族: 2.62人 収入と家計 - 収入の中央値 - 世帯: 32,073米ドル - 家族: 36,999米ドル - 性別 - 男性: 27,346米ドル - 女性: 21,145米ドル - 人口1人あたり収入: 16,830米ドル - 貧困線以下 - 対人口: 13.7% - 対家族数: 9.6% - 18歳未満: 26.0% - 65歳以上: 7.7% - 失業率: 13.2%（2009年3月） |

## 都市と町

### 法人化自治体
1. ブッシュネル - 郡庁所在地
2. センターヒル市
3. コールマン市
4. ウェブスター市
5. ワイルドウッド市

### 未編入の町

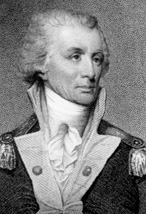
トマス・サムター将軍

| - レイクパナソフキー - リンデン - メイベル - オックスフォード | - ラトランド - セントキャサリン - サムタービル - タリータウン | - ザ・ビレッジズ - ワフー - クルーム・ア・クーチー |

## 教育
郡内の公共教育はサムター教育学区が管轄している。
ザ・ビレッジズ・チャータースクールは、幼稚園生から12年生までのチャータースクールであり、郡北部のザ・ビレッジズに位置している。両親のどちらかあるいは両方がザ・ビレッジズのために働いていれば、その児童はこのチャータースクールに入学できる。

### 政府関連
- Sumter County Board of County Commissioners
- Sumter County Supervisor of Elections
- Sumter County Property Appraiser
- Sumter County Sheriff's Office
- Sumter County Tax Collector

### 特殊地区
- Sumter County School Board
- Southwest Florida Water Management District

### 司法関連
- Public Defender, 5th Judicial Circuit of Florida serving Citrus, Hernando, Lake, Marion, and Sumter counties
- Office of the State Attorney, 5th Judicial Circuit of Florida
- Circuit and County Court for the 5th Judicial Circuit of Florida

#### 博物館と図書館
- Photographs From the State Library & Archives of Florida.
- The Sumter County Times, the local newspaper for Sumter County, Florida fully and openly available in the Florida Digital Newspaper Library

### 観光
- Sumter County Chamber of Commerce

座標: 北緯28度43分 西経82度05分 / 北緯28.71度 西経82.08度